# Средња занатска школа Београд
Средња занатска школа Београд је средња школа на општини Раковица у Београду. Налази се у улици Вукасовићева 21а на  Канаревом брду.

## Школа данас
Средња занатска школа у Раковици је наменски пројектована установа, која у погледу опремљености и наставног плана и програма задовољава све светске стандарде. Како би одржала висок ниво рада, школа се свакодневно прилагођавала новим стандардима и друштвеним променама.
Данас ову школу похађа око 360 ђака распоређених у 41 одељење. О ученицима се брине комплетни стручни тим састављен од психолога, социјалних радника, координатора за отворену привреду – дефектолога. У складу са потребама повремено се ангажују и лекар специјалиста неуропсихијатар и лекар специјалиста медицине рада. Школа представља последњу карику у ланцу рехабилитације ученика са сметњама у развоју. Усвојивши сложена знања различитих заната ученици одлазе из наше школе спремни за самостални живот и рад.
У склопу школе налази се: 
- 17 учионица опште намене,
- 12 кабинета,
- 7 радионица,
- библиотека,
- фискултурна сала,
- кухиња,
- трпезарија,
- спортски терени.[5]

## Смерови

##### Хемија, неметали и графичарство
- Помоћник књиговесца (3 године)
- Помоћник аутолакирера (2 године)
- Графички манипулант (1 година)

##### Пољопривреда, производња и прерада хране
- Пекар (3 године)
- Цвећар – вртлар (2 године)
- Манипулант у прехрамбеној производњи (1 година)
- Манипулант у производњи биља (1 година)

##### Делатност личних услуга
- Фризер (3 године)
- Фризерски манипулант (1 година)

##### Трговина, угоститељство и туризам
- Припремач намирница (2 године)
- Пакер (2 године)

##### Машинство и обрада метала
- Бравар (3 године)
- Аутолимар (3 године)
- Манипулант у машинској обради метала (1 година)
- Металофарбар манипулант (1 година).[2][5]

## Визија и мисија
Средња занатска школа бави се професионалном рехабилитацијом ученика са сметњама у развоју и учењу. Посебна пажња посвећује се практичној настави која се одвија у школским радионицама и код приватних послодаваца са којима школа има склопљене уговоре и који запошљавају наше ученике.
Основни циљ ове установе је да децу са сметњама у развоју не одваја из заједнице и да их оспособи за самосталан каснији живот и рад.